# همه‌چیز به برنده تعلق دارد
«همه‌چیز به برنده تعلق دارد» (انگلیسی: The Winner Takes It All) ترانه‌ای از گروه موسیقی سوئدی آبا است که در سال ۱۹۸۰ منتشر شد. این ترانه یک بالاد احساسی در سل بمل ماژور است که دربارهٔ پایان یک رابطهٔ عاشقانه صحبت می‌کند و با صدای آنگنیه‌تا فلتسکوگ اجرا می‌شود.

## فهرست ترانه‌ها
| شماره | نام                         | مدت  |
| ----- | --------------------------- | ---- |
| ۱.    | «همه‌چیز به برنده تعلق دارد» | ۴:۵۵ |
| ۲.    | «الین»                      | ۳:۴۲ |

## جداول موسیقی
| جداول (۱۹۸۱–۱۹۸۰)                      | بالاترین رتبه |
| -------------------------------------- | ------------- |
| آرژانتین                               | ۶             |
| استرالیا (گزارش موسیقی کنت)            | ۷             |
| اتریش (او۳ تاپ ۴۰ اتریش)               | ۳             |
| بلژیک (اولتراتاپ ۵۰ فلاندرز)           | ۱             |
| فنلاند (جدول‌های رسمی فنلاند)           | ۲             |
| فرانسه (اس‌ان‌ئی‌پی)                      | ۵             |
| ایرلند (ایرما)                         | ۱             |
| ایتالیا (موزیکا ئی دیسکی)              | ۱۳            |
| هلند (۴۰ آهنگ برتر)                    | ۱             |
| هلند (۱۰۰ تک‌آهنگ برتر)                 | ۱             |
| نیوزیلند (ریکوردد میوزیک ان‌زد)         | ۱۶            |
| نروژ (وی‌جی-لیستا)                      | ۳             |
| اسپانیا (پروموزیک)                     | ۱۰            |
| سوئد (فهرست برترین‌های سوئد)            | ۲             |
| سوئیس (شوایزر هیت‌پاراد)                | ۳             |
| تک‌آهنگ‌های بریتانیا (اوسی‌سی)            | ۱             |
| بیلبورد هات ۱۰۰ ایالات متحده           | ۸             |
| بزرگسالان معاصر ایالات متحده (بیلبورد) | ۱             |
| ۱۰۰ تک‌آهنگ برتر کش‌باکس آمریکا          | ۱۱            |
| آلمان غربی (جدول‌های رسمی آلمان)        | ۴             |

| جدول (۲۰۱۸)                       | بالاترین رتبه |
| --------------------------------- | ------------- |
| ایرپلی فنلاند (فهرست پخش رادیویی) | ۹۷            |

| جدول (۱۹۸۰)                         | رتبه |
| ----------------------------------- | ---- |
| استرالیا (گزارش موسیقی کنت)         | ۵۶   |
| اتریش (او۳ تاپ ۴۰ اتریش)            | ۱۶   |
| بلژیک (اولتراتاپ فلاندرز)           | ۱    |
| هلند (۴۰ آهنگ برتر هلند)            | ۱    |
| هلند (۱۰۰ تک‌آهنگ برتر هلند)         | ۹    |
| آفریقای جنوبی (رادیو اسپرینگ‌باک)    | ۹    |
| تک‌آهنگ‌های بریتانیا (اوسی‌سی)         | ۱۸   |
| آلمان غربی (رتبه‌بندی سرگرمی جی‌اف‌کی) | ۳۱   |

| جدول (۱۹۸۱)                   | رتبه |
| ----------------------------- | ---- |
| ایتالیا (فیمی)                | ۴۳   |
| ۱۰۰ ترانه برتر بیلبورد آمریکا | ۲۳   |
| ۱۰۰ ترانه برتر کش‌باکس آمریکا  | ۷۴   |

## گواهینامه‌ها و فروش
| منطقه                                                                       | گواهی  | واحد گواهی‌شده/فروش |
| --------------------------------------------------------------------------- | ------ | ------------------ |
| برزیل (پرو موزیکا برزیل)                                                    | طلا    | ۳۰۰٬۰۰۰            |
| دانمارک (آی‌اف‌پی‌آی)                                                          | طلا    | ۴۵٬۰۰۰             |
| فرانسه                                                                      | —      | ۲۵۰٬۰۰۰            |
| آلمان (بی‌وی‌ام‌آی)                                                            | طلا    | ۲۵۰٬۰۰۰            |
| ایتالیا (اف‌آی‌ام‌آی)                                                          | طلا    | ۵۰٬۰۰۰             |
| کنیا                                                                        | —      | ۱۰٬۰۰۰             |
| هلند (ان‌وی‌پی‌آی)                                                             | طلا    | ۱۰۰٬۰۰۰^           |
| پرتغال                                                                      | —      | ۲۰٬۰۰۰             |
| بریتانیا (بی‌پی‌آی)                                                           | پلاتین | ۸۴۷٬۰۰۰            |
| ^ رقم توزیع تنها بر پایهٔ گواهی‌ها. · رقم فروش+پخش جاری تنها بر پایهٔ گواهی‌ها. |        |                    |